# Mario Pratesi
Mario Pratesi (Santa Fiora, 11 novembre 1842 – Firenze, 3 settembre 1921) è stato uno scrittore italiano.

Mario Pratesi

Molto legato alla tradizione risorgimentale ed all'ambiente toscano, del quale, in alcune delle opere migliori, studia il mondo contadino.

## Biografia
Figlio di Igino fu Evangelista e della senese Edda Bandini, trascorse l'infanzia e la prima giovinezza fra Firenze e l'ambiente rurale amiatino, nonostante la famiglia fosse di antica origine fiorentina. Si iscrisse all'Università di Pisae fu molto legato al Tommaseo di cui, pare, divenne segretario sul finire degli anni sessanta dell'Ottocento. Intraprese la carriera di insegnante. Per un periodo fu anche provveditore agli studi in varie città italiane, fra le quali Viterbo e Terni.
Carattere malinconico e solitario, ci ha lasciato un certo numero di romanzi e racconti fra cui vanno segnalati: Jacopo e Marianna (1872), In provincia (1883), L'eredità (1889), Il mondo di Dolcetta (1895) e La dama del minuetto (1910). Pur inserendosi nel filone letterario del verismo regionale del XIX secolo, sia per la sua continua attenzione verso i problemi sociali che lo portano ad una viva polemica contro la corruzione della borghesia cittadina, sia per la tormentata e dolorosa concezione della vita, egli riesce ad evitare il limite documentaristico e strapaesano, caratteristico di tanta parte del verismo minore del tardo Ottocento. In alcune sue creazioni letterarie affiorano a volte tendenze tardo-romantiche anticipate dalla Scapigliatura milanese.

## Archivio personale
I lavori inediti e il carteggio di Pratesi sono attualmente conservati presso la Pratt Library della Victoria University di Toronto. ove è stato recuperato un manoscritto inedito dal titolo All'ombra dei cipressi pubblicato nel 2018 dalla Società Editrice Fiorentina con la curatela di Anne Urbancic. 
Come riportato da Carmela Colella, il carteggio inedito con la pittrice, scultrice e poetessa Luisa Mussini ha permesso inoltre di riscoprire numerose sue poesie e approfondire la figura dell'artista.
Nel 1961 è stato realizzato da Mauro Bolognini un adattamento cinematografico del romanzo L'eredità, dal titolo La viaccia, con Jean-Paul Belmondo e Claudia Cardinale.

## Opere

### Romanzi
- La vita dell'infanzia. Memorie dell'amico Tristano, Firenze, Stabilimento Civelli, 1870, Nuova ed. Da fanciullo. Memorie del mio amico Tristano, Pisa, ETS, 1991. ISBN 8877416270
- Jacopo e Marianna, Roma, G. Civelli, 1872
- Il mondo di Dolcetta, Milano, Libr. edit. Galli di C. Chiesa e F. Guindani, 1895
- Le perfidie del caso, Milano, F.lli Treves, 1898
- Il peccato del dottore, Milano, Baldini Castoldi, 1902
- L'eredità, Firenze, G. Barbera, 1889. successive edizioni: Bompiani, 1942, Liguori, c1990 e Gremese, 1991. ISBN 8876055940
- Anne Urbancic (a cura di), All'ombra dei cipressi, Firenze, SEI, 2018, ISBN 978-88-6032-470-2.

### Racconti
- In provincia, Firenze, G. Barbera, 1883
- La dama del minuetto, Palermo, R. Sandron, 1910

### Poesia
- Agl'insorti polacchi, Firenze, Tipografia Spiombi, 1863
- La notte, Siena, Stab. Tip. di A. Mucci, 1866
- Pei morti di Custoza e di Lissa. In morte di Giovambattista Bertossi uno dei Mille, Firenze, coi tipi di M. Cellini e c. alla Galileiana, 1869
- Ai colli di Firenze. Ricordanze, Siena, Stab. tip. Di A. Mucci, 1869

### Altro
- Di paese in paese, Milano, Libreria editrice Galli, 1892
- Ricordi veneziani, seconda edizione, Milano, Baldini Castoldi, 1899
- Figure e paesi d'Italia, Torino - Roma, Roux e Viarengo, 1905
- Alessandro Franchi. Discorso, Firenze, Rassegna nazionale, 1915